# Paratuerkiana comes
Paratuerkiana comes är en rundmaskart som först beskrevs av Frank Archibald Sinclair Turk 1903.  Paratuerkiana comes ingår i släktet Paratuerkiana och familjen Leptosomatidae. Inga underarter finns listade i Catalogue of Life.